# Kloster Blumenthal
Das ehem. Kloster Blumenthal (Blomendaell, Blomendale, domus in valle florum) war ein Augustinerinnenkloster in der Stadt Beckum. Es wurde im Jahr 1446 gegründet und 1814 im Zuge der Säkularisation aufgehoben. Die Mitglieder des Konvents waren zumeist bürgerlicher Abstammung. Die Leitung hatte die Mutter (mater) inne.

## Geschichte

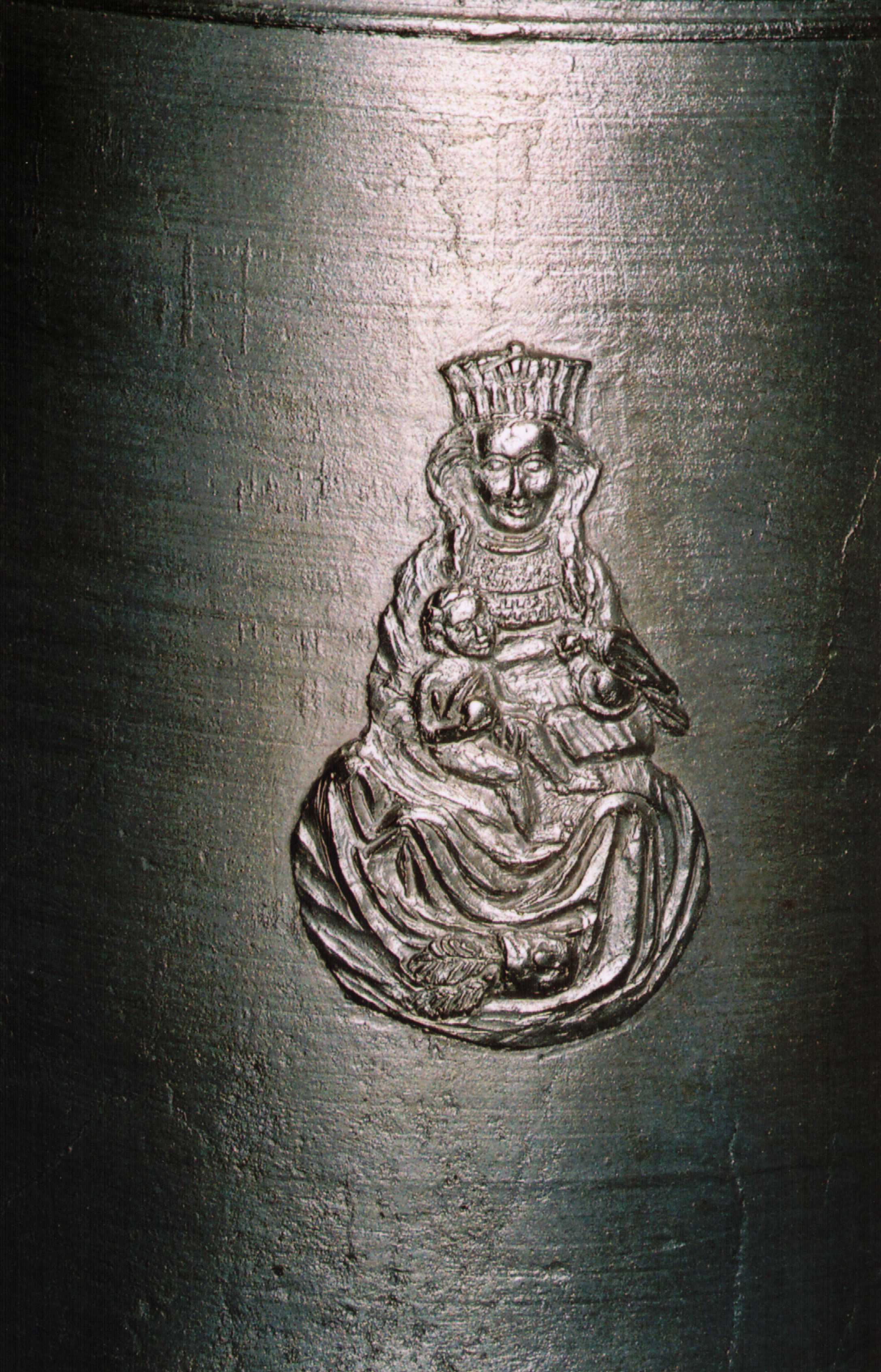
Maria-Blumenthal-Glocke (Relief)

Das zunächst bei der Westmühle vor den Toren Beckums gelegene Schwesternhaus Marienborn (süsternhus ton Marienborne) wurde am 8. September 1446 auf einem von dem münsterischen Siegler Hermann Volker geschenkten Hof gegründet. Die kriegerischen Umstände der Münsterischen Stiftsfehde zwangen die Schwestern jedoch schon im Jahr 1451, innerhalb der Stadtmauer an der Südpforte ein neues Haus errichten zu lassen. 1464 nahmen die Schwestern die Augustinusregel an.
Die Klostergebäude fielen dem Stadtbrand vom 24. Juli 1657 zum Opfer. Danach gelang ein schwieriger und bescheidener Wiederaufbau bis 1662; doch war der wirtschaftliche Niedergang nicht mehr aufzuhalten, so dass auch die Zahl der Schwestern letztlich zurückging. Im Rahmen der Säkularisation 1803 wurde der Dechant des Kollegiatstifts Beckum zum Verwalter bestellt. Man strebte an, die verbliebenen Schwestern im Jahr 1807 nach Ahlen (Tochtergründung Maria Rosa) umzusiedeln. Nach diesem vergeblichen Versuch erfolgte am 29. März 1814 die Aufhebung.

## Mütter des Klosters
- Eva Dedinchem, 1459–1491
- Katharina Torck, 1491–1510
- Margaretha Schurkemans, 1510–1525
- Margaretha Niehus, 1525–1547
- Anna Haerkotters, 1548–1592
- Ermgart Niehus, 1592–1608
- Anna Guelkers, 1608–1624
- Gertrud Wilkens, 1624–1638
- Johanna Suer, 1639–1641
- Margaretha Schulte, 1641–1657
- Maria Cateman, 1658–1664
- Anna Magdalena Zumkley, 1664–1708
- Anna Christina Schepers, 1708–1721
- Brigitta Clerx, 1721–1728
- Maria Theresia Hanen, 1728–1753
- Maria Katharina Harnischmacher, 1753–1765
- Maria Elisabeth Melchers, 1765–1776, 1783 und 1792–1803
- Maria Anna Degener, 1788
- Maria Wilhelmina Meier, 1797
- Maria Elisabeth Breckenheiner, 1804–1814

## Dormitorium

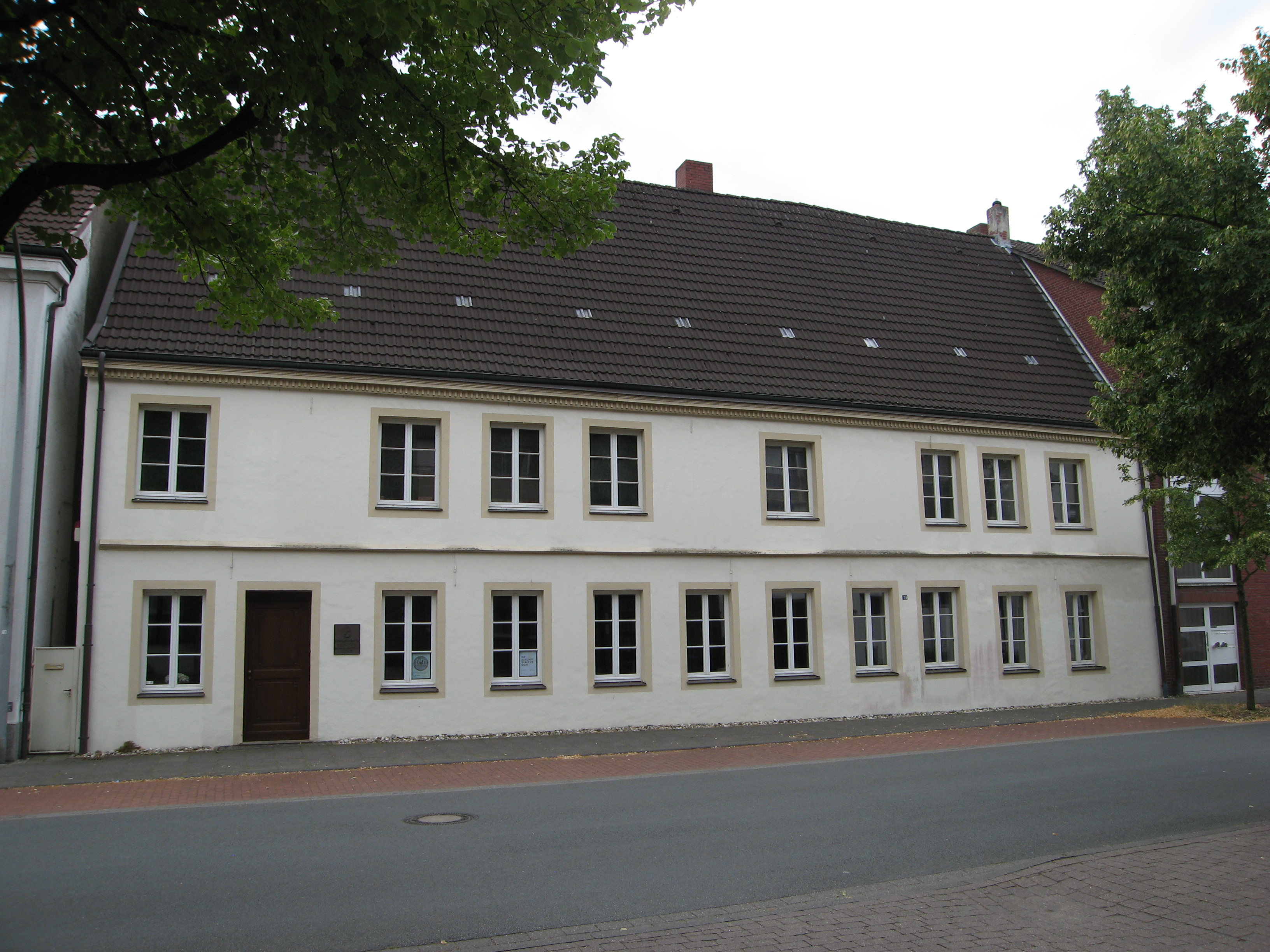
Dormitorium Kloster Blumenthal

Von den ehemaligen Klosterbauten ist heute noch das aus dem letzten Drittel des 15. Jahrhunderts stammende Dormitorium erhalten. Nach erfolgter Renovierung wurde am 15. August 2009 das Gebäude feierlich eingeweiht. Es wird als Heimat- und Familienarchiv genutzt.

## Maria-Blumenthal-Glocke
Die im Jahr 2008 gegossene Maria-Blumenthal-Glocke (Nr. 7 des Geläuts von St. Stephanus) erinnert an das ehemalige Kloster Blumenthal. Sie besitzt den Nominal c2 und klingt damit genau eine Oktave höher als ihre große Schwester, die Marienglocke (Nr. 1) von 1647 (c1).